# Josat
Josat (okzitanisch gleichlautend) ist eine französische Gemeinde mit 82 Einwohnern (Stand: 1. Januar 2022) im Département Haute-Loire in der Region Auvergne-Rhône-Alpes (vor 2016 Auvergne). Sie gehört zum Arrondissement Brioude und zum Kanton Pays de Lafayette. 

## Geographie
Josat liegt an der Senouire im Regionalen Naturpark Livradois-Forez, etwa 23 Kilometer südöstlich von Brioude. Umgeben wird Josat von den Nachbargemeinden Collat im Norden, La Chapelle-Bertin im Osten, Varennes-Saint-Honorat im Südosten, Jax im Süden, Mazerat-Aurouze im Südwesten sowie Sainte-Marguerite im Westen.

## Bevölkerungsentwicklung
| Jahr                       | 1962 | 1968 | 1975 | 1982 | 1990 | 1999 | 2006 | 2013 | 2020 |
| Einwohner                  | 196  | 182  | 164  | 119  | 133  | 111  | 95   | 78   | 84   |
| Quellen: Cassini und INSEE |      |      |      |      |      |      |      |      |      |

## Sehenswürdigkeiten
- Kirche Notre-Dame-de-l’Assomption